# Archernis ignealis
Archernis ignealis là một loài bướm đêm trong họ Crambidae.